# نورکسین
نورِکسین (انگلیسی: Neurexin) که به اختصار NRXN نوشته می‌شود، یک پروتئین پیش‌سیناپسی است که به اتصال نورون‌ها در سیناپس‌ها کمک می‌کند. این پروتئین‌ها در غشاء پیش‌سیناپسی واقع شده تنها یک دومین تراپوسته‌ای دارد. بخش خارج‌سلولی دومین با پروتئین‌های موجود در شکاف سیناپسی (به‌ویژه نورولایگین) واکنش نشان می‌دهد و بخش داخل‌سلولی و سیتوپلاسمی آن، با پروتئین‌هایی که مسئول اِگزوسیتوز هستند، فعل‌وانفعال دارد. این واکنش، همچون «دست دادنِ» نورکسین و نورولایگین با هم است که منجر به ارتباط دو یاختهٔ عصبی و ایجاد سیناپس می‌شود.
در انسان، تغییر یا جهش در ژن‌های سازندهٔ نورکسین در بروز برخی بیماری‌ها و اختلالات نظیر اوتیسم، نشانگان توره و اسکیزوفرنی نقش دارد.